# Agria Gramvousa
Agria Gramvousa är en ö i regionen Kreta i Grekland. Den ligger utanför Kretas nordvästligaste udde Gramvousa och norr om grannön Imeri Gramvousa. Arean är 1,1 kvadratkilometer.
Öns högsta punkt är 85 meter över havet. Den sträcker sig 1,7 kilometer i nord-sydlig riktning, och 1,8 kilometer i öst-västlig riktning.